# Молчанов, Андрей Алексеевич (футболист)
Андрей Алексеевич Молчанов (8 апреля 1972, Хабаровск) — советский и российский футболист, выступавший на позиции защитника. Известен по выступлениям за клуб «СКА-Хабаровск», за который провёл более 370 матчей.

## Биография
До 12 лет занимался спортивной гимнастикой. Одновременно занимался футболом в ДЮСШ хабаровского СКА у тренеров Олега Васильевича Носенко и Владимира Ивановича Шиндина. Поначалу выступал на позиции либеро, позднее переведён на правый фланг обороны.
Дебютировал в составе местного СКА в 1988 году в 16-летнем возрасте, в одно время со своим ровесником Алексеем Поддубским. В составе армейцев выступал в течение 15-ти сезонов, сыграв за это время более 370 матчей в чемпионатах страны (седьмой результат в истории клуба по состоянию на 2017 год). В 2001 году вместе с командой стал победителем зонального турнира второго дивизиона. В 2002 году потерял место в основном составе клуба, так как тренер Олег Смолянинов считал, что футболист не соответствует уровню первого дивизиона. По версии портала onedivision.ru включён в символическую сборную «СКА-Энергии» за 20 лет (1991—2011).
В 2003—2006 годах выступал во втором дивизионе за «Смену» из Комсомольска-на-Амуре, под руководством бывшего тренера хабаровчан Владимира Сусина, сыграл более 100 матчей. В последние годы карьеры играл на любительском уровне за «Лутэк» из Лучегорска.
В 2011 году входил в тренерский штаб «СКА-Энергии». С 2012 года работает в структуре клуба тренером юношеской команды 2003 года рождения.